# Фокс (собака)

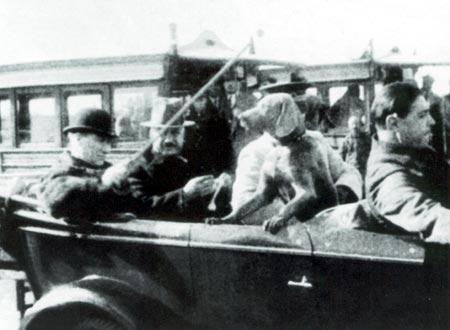
Фокс в автомобиле Ататюрка в Ялове. 1930 год.

Фокс (жил в 1930-е годы) — домашняя собака основателя и первого президента Турецкой Республики Мустафы Кемаля Ататюрка. В большинстве биографических книг об Ататюрке называется последней собакой Ататюрка, жившей у него после собак, известных под кличками Альп и Альбер. Несмотря на то, что о Фоксе известно крайне мало, его «биография» стала предметом нескольких журналистских расследований и даже околонаучных публикаций, в большинстве своём сообщающих противоречивую информацию.

## История
Известно, что Мустафа Кемаль Ататюрк очень любил животных, особую привязанность испытывая к собакам. Во время Галлиполийской кампании у него была собака по кличке Альп, во время Войны за независимость Турции и  сражений против греческой армии — собака по кличке Альбер жёлто-белого окраса. Фокс появился у Ататюрка после смерти Альбера, которая весьма опечалила Ататюрка.
Супруга Атаюрка Латифе Ушаклыгиль в своём «Дневнике» («Kağıtları») записала, что 13 ноября 1923 года её муж гулял с Фоксом в парке дворца Чанкая. Однако Кемаль Гранда, служивший у Ататюрка фотографом почти 12 лет, с 3 июля 1927 года до момента смерти президента 10 ноября 1938 года, в своих мемуарах отмечал, что щенок Фокс появился у Ататюрка уже при нём, поэтому, если верить Гранде, Фокс родился позже 1927 года. Чаще всего Фоксом считается собака коричневого окраса, появляющаяся на фотографиях с Ататюрком в начале 1930-х годов; сохранилась фотография 1927 года с похожей собакой, у которой, однако, видны белые полосы на груди, лбу и лапах. Последняя известная фотография Ататюрка вместе с Фоксом датирована 26 января 1933 года во время посещения президентом Газиантепа; каких-либо сведений о судьбе Фокса после 1933 года не обнаружено.
Обстоятельства обретения Ататюрком Фокса и происхождения собаки в разных источниках отличаются. Например, соратник Ататюрка офицер Али Кылыч сообщает, что Ататюрк заприметил Фокса, принадлежавшего владельцу местного маяка, во время прогулки по самсунскому побережью и получил его в подарок от хозяина собаки. Кемаль Гранда же сообщает, что собака была куплена у её владельца по имени Хассан Эфенди в Ялове за 50 лир.
Достоверно установлено, что Фокс был самцом и имел коричневый окрас. Источники описывают его как быструю и чрезвычайно активную собаку, любившую носиться по саду и громко лаять, очень преданную хозяину (Ататюрку), но недоверчивую к незнакомцам, хорошо обученную охранять хозяина, иногда капризную; в более поздних источниках указаны возросшие с возрастом агрессивность и раздражительность собаки, которая начала кусать не только посторонних людей, но и своего хозяина.
Известно, что Фокс в начале 1930-х годов многократно сопровождал своего хозяина в поездках по турецкой столице (в том числе на разнообразных официальных мероприятиях), по регионам Турции и за рубеж. Он жил в президентском дворце, вместе с Ататюрком в его личных покоях; согласно одному из источников, Фокс всегда вбегал на территорию здания раньше хозяина при его приезде во дворец, давая понять работникам, что президент вернулся. Есть также сведения, что Фокс спал в комнате Ататюрка под его кроватью и принимал пищу под президентским столом, что подвергалось критике со стороны мусульманского духовенства страны как противоречащее нормам ислама. Обстоятельства смерти собаки точно неизвестны: по некоторым данным, он был усыплён ветеринаром, когда его поведение стало опасным.
В открывшемся в 2002 году Музее Ататюрка представлена целая экспозиция фотографий Фокса и также установлена его восковая скульптура.